# Reflexboog

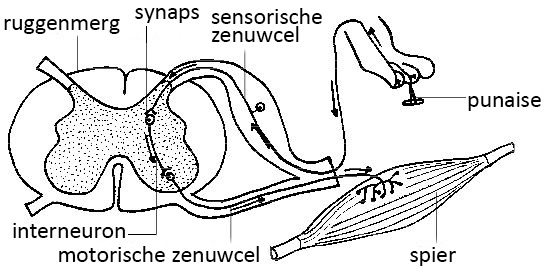
Reflex veroorzaakt door een punaise

De reflexboog is de weg die de impuls aflegt, wanneer een levend wezen in een reflex reageert, vanaf de plaats van prikkeling tot de plaats van reageren in een cel van een spier of een klier. Het cognitieve proces komt er bij deze manier van reageren niet aan te pas.
De onderdelen van de reflexboog zijn achtereenvolgens: 
- zintuigcel
- sensorische zenuwcel
- interneuron of schakelcel in ruggenmerg of hersenstam
- motorische zenuwcel
- spier- of kliercel

Het kniepeesreflex is een voorbeeld van een reflex, maar er zijn ook het ruggenmergreflex en het hersenstamreflex.